# Олаваррия, Синтия
Синтия Олаваррия (исп. Cynthia Olavarría; род. 28 января 1982 года, Сан-Хуан, Пуэрто-Рико) — пуэрто-риканская телеактриса, телеведущая, модель и Мисс Пуэрто Рико 2005. На международном конкурсе «Мисс Вселенная 2005» заняла второе место.

## Биография
Синтия родилась в Сантурце, районе Сан-Хуан, Пуэрто-Рико. С детства она участвовала в конкурсах красоты. В возрасте 11 лет она выиграла свой первый конкурс красоты «Мисс Королева-ребёнок». Синтия окончила колледж La Piedad en Isla Verde, в котором она была почётной студенткой и членом многих организаций, включая Национальный Совет Студентов. Затем она поступила в Университет Пуэрто-Рико. Совмещая учёбу с модельной карьерой, она окончила университетс отличием, получив степень бакалавра в области коммуникаций по специальности журналистика и связи с общественностью.
В возрасте 16 лет, Синтия начала карьеру модели, приняв участие в конкурсе Elite Model Look в Пуэрто-Рико, в котором заняла третье место. Она появилась более чем на 20 обложках журналов в Индонезии, Доминиканской Республике, Майами, Нью-Йорке и Пуэрто-Рико. В 2005 году она участвовала в конкурсе «Мисс Пуэрто Рико», в котором она заняла первое место. После этого она впервые представляла Пуэрто-Рико на конкурсе «Мисс Вселенная» и заняла второе место, победителем стала Наталья Глебова из Канады. После окончания учёбы в колледже и возвращения с конкурса «Мисс Вселенная», Синтия начала брать уроки актёрского мастерства у Элиа Энида Кадильи, Флор Нуньес и Себастьяна Лигранде. Её телевизионный дебют состоялся в 2005 году в мини-сериале Cuando el Universo Conspira. В Соединённых Штатах она была ведущей шоу Premios Juventud, Premios Lo Nuestro и Billboard Latin Music Awards.

## Фильмография
| Год       |   | Русское название       | Оригинальное название             | Роль                 |
| --------- | - | ---------------------- | --------------------------------- | -------------------- |
| 2010—2011 | с | Кто-то смотрит на тебя | Alguien te mira                   | Люсия «Люси» Салдана |
| 2011      | с | Моё сердце настаивает  | Mi corazón insiste en Lola Volcán | София Поласиос       |
| 2011      | с | Я возвращаюсь к тебе   | Y Vuelvo a Ti                     | София Поласиос       |
| 2012—2013 | с | Лик Мести              | El Rostro de la Venganza          | Диана Меркадер       |
| 2012      | с | Секреты                | Secreteando                       | Сильвия              |
| 2014      | с | Земля королей          | Tierra de Reyes                   | Исодора              |